# Ignaz von Born
Pour les articles homonymes, voir Born.
Ignaz Edler von Born (Ignace de Born) (né le 26 décembre 1742 à Cavnic - mort le 24 juillet 1791 à Vienne) est un métallurgiste, minéralogiste, malacologiste et franc-maçon autrichien natif d'une famille noble de Carlsbourg en Transylvanie.

## Biographie

### Jeunesse
Ignaz von Born né dans une ville minière de Transylvanie ou son père possède des mines. Son enfance se déroule à Karlsburg, il suit l’enseignement d'un collège piariste à Hermannstadt. À partir de 1755, il suit les cours d'humanité et de philosophie au collège jésuite de Vienne. Il entre comme novice dans cet ordre en 1760 et le quitte brutalement au terme de seize mois d'étude, juste avant de prononcer ses vœux de profès. Il rencontre dans cette ville Joseph von Sonnenfels, qui l'introduit dans un groupe d'amis ayant pour but de développer la culture nationale au travers du théâtre, mais aussi de fonder une académie privée des beaux-arts (Deutsche Gesellschaft). Ce cercle influence la formation et contribue à l’émergence et la maturation de son projet intellectuel et maçonnique .

### Voyages et travaux
Ignaz von Born  s'établit à Prague où il étudie pendant deux années différentes matières, comme le droit, la minéralogie et la géologie. À la suite de ses études, il suit un voyage de formation qui le conduit dans plusieurs pays d'Europe, en Allemagne, France, Hollande et en Hongrie, il acquiert de grandes connaissances en histoire naturelle. De retour à Prague, il reprend ses études et publie en tant que spécialiste de l'exploitation minière. En 1770, il est nommé à la direction du bureau de l’exploitation des mines. Il crée une société privée pour la promotion des mathématiques, de l'histoire nationale et de l'histoire naturelle. Ses travaux personnels et la diffusion du catalogue raisonné  de sa collection de fossiles lui procure une reconnaissance européenne. Il devient fellow de la Royal Society de Londres en 1774 et en 1776, il est appelé à Vienne par Marie-Thérèse d'Autriche pour réorganiser et décrire la collection impériale.

### Franc-maçonnerie
Initié à la franc-maçonnerie au détour de ses voyages, il est reçu à Prague dans la loge « Zu den drei gerkrönten Säulen » (Aux trois colonnes couronnées) puis à Vienne où il devient membre de la jeune loge Zur wahren Eintracht le 14 novembre 1781. Il est élevé au grade de maitre dans cette loge deux semaines plus tard. Il prend la succession du vénérable maitre qui se retire malade, il est élu par une très forte majorité des membres qui apprécient son engouement et sa chaleur humaine . Sans remettre en cause le travail maçonnique habituel autour des rites et symboles, il propose aux maîtres de l'atelier de travailler sur les arts libéraux, la morale et la science naturelle et de livrer leurs travaux une fois par mois dans une « loge d’exercice » (Ubungsloge). Il exclut toutefois les travaux sur la politique et la théologie. Le succès de cette loge d'exercice est important, elle compte à partir de 1783 plus de 80 maîtres maçons dont la moitié sont des visiteurs .
La loge va éditer de 1783 à 1788 un périodique scientifique Physikalichte Abriten der Einträchrigen Freunde Wien. Il devient coéditeur du journal Journal fürFreymaurer. Il participe à la création d'une Grande Loge d'Autriche et en sera le secrétaire pendant deux ans. Il fut vénérable de la loge Zur Wahrheit à Vienne.
Il fut membre de l'Ordre des Illuminés de Bavière avec le nom d'Ordre de Furius Camillus[réf. nécessaire].

### Minéralogie
Il a décrit plusieurs espèces minérales :
- craie spongieuse (synonyme de lublinite)

- quartz cristallisé vert (synonyme de quartz chloriteux)
- quartz informe gras vert demi-transparent (synonyme de quartz prase)
- tungstate magnésié (synonyme de wolframite)

Il est dédicataire d'une espèce minérale : la bornite.

## Publications
- Lithophilacium bornianum, index fossilum, etc, Prague, 1772
- Voyage minéralogique de Hongrie et de Transylvanie, Leipzig, 1774.
- Joannis Physiophili Specimen monachologiae methodo Linnaeana. Sumtibus P. Aloisii Merz, concionatoris ecclesiae cathedralis (Augustae Vindelicorum) 1783.Texte disponible en ligne sur LillOnum
- Sur les amalgames des minéraux qui contiennent de l'or et de l'argent, Vienne, 1786
- La Monacologie ou Histoire naturelle des moines, J. Lemonnyer, Libraire, Rouen, 1879, réimpression de l’Essai sur l'histoire naturelle de quelques espèces de moines, décrits à la manière de Linné de Jean d'Antimoine (pseudonyme de Pierre Marie Auguste Broussonet), Monachopolis, 1784